# Argentina brucei
Argentina brucei är en fiskart som beskrevs av Cohen och Atsaides, 1969. Argentina brucei ingår i släktet Argentina och familjen guldlaxfiskar. Inga underarter finns listade i Catalogue of Life.